# Lejb Wulman

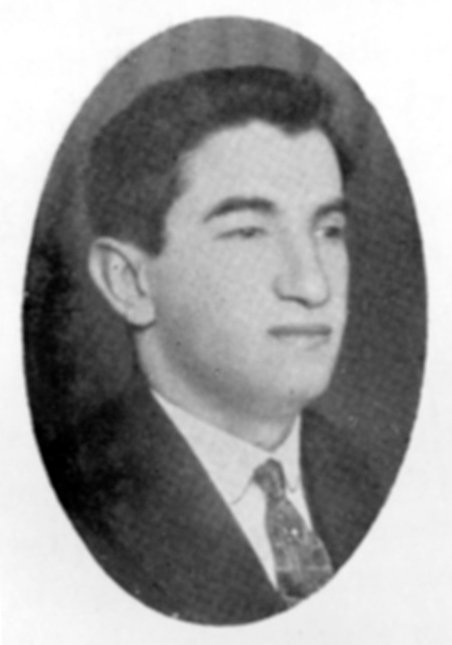
Lejb Wulman

Lejb (Leon) Wulman (ur. 13 września 1887 w Berdyczowie, zm. 28 kwietnia 1971 w Nowym Jorku) – polski i amerykański lekarz internista i działacz społeczny, pochodzenia żydowskiego. Współautor pracy dokumentującej zagładę polskich lekarzy pochodzenia żydowskiego podczas II wojny światowej (The Martyrdom of Jewish physicians in Poland).

## Życiorys
Urodził się w Berdyczowie, jako syn Szamy i Chany Wulmanów. Studiował medycynę na Uniwersytecie Warszawskim, tytuł doktora medycyny otrzymał w 1916 roku. Od 1916 do 1921 mieszkał w Charkowie, był lekarzem Rosyjskiego Czerwonego Krzyża. Od 1921 z powrotem w Warszawie. Specjalizował się w internie, publikował prace z dziedziny higieny, medycyny społecznej, dotyczące organizacji walki z gruźlicą.
Należał do komitetu wykonawczego YIVO w Wilnie. Był sekretarzem generalnym Towarzystwa Ochrony Zdrowia (TOZ). Redaktor naczelny czasopisma „Di Socjale Medicin”. Kierował przychodnią przeciwgruźliczą.
W 1939 roku razem z rodziną emigrował do Stanów Zjednoczonych. Zanim go wpuszczono do kraju, został zatrzymany wraz z Jakubem Appenszlakiem i Arielem Tartakowerem na Ellis Island. W USA kontynuował działalność społeczną, był dyrektorem amerykańskiego komitetu OSE.
Żonaty z Esterą Szor. Miał córki Serafinę (ur. 1919) i Mary, która wyszła za mąż za Freda Jacobsona. Zmarł w Nowym Jorku w 1971 roku. Niektóre źródła błędnie podają, jakoby zginął w getcie warszawskim.

## Wybrane prace
- Pięć lat działalności TOZu: 1922-1926. Warszawa: TOZ, 1927
- 10 yor yidishe gezundshuts-arbet in Poyln: tsum 10-yorikn yubiley fun TOZ. Varshe: TOZ, 1933
- Na straży zdrowia ludu żydowskiego: 15 lat TOZ'u. Warszawa: TOZ, 1937
- The Martyrdom of Jewish physicians in Poland. Exposition Press, 1964
- In kamf farn gezunt fun yidishn folk: 50 yor “Oze” / In Fight for the Health of the Jewish People: 50 Years of OSE. New York, 1968